# Röda nejlikan (1999)
Röda nejlikan är en brittisk TV-serie, som ursprungligen visades 1999-2000. Originaltiteln är The Scarlet Pimpernel.  TV-serien är löst baserad på Emmuska Orczys romanserie om den Röda nejlikan utgiven första gången 1905.

## Handling
Serien utspelar sig under tiden för den franska revolutionen, massor av adelsmän och kvinnor får sätta livet till i giljotinen. Den enda som kan rädda dem är den Röda nejlikan, som på olika sätt lyckas sätta stopp för avrättningar och frita adeln. 
På grund av detta blir han fiende med Chauvelin som är chef för de revolutionäras hemliga polis. Ingen anar ens att den snillrika och mystiska Röda nejlikan i själva verket är den fåfänge och lite småblåste Sir Percy Blakeney som är vid det brittiska hovet. 
Men hur listig och lyckosam Percy än är med den Röda nejlikan, så har han en svag punkt - hans franska fru Marguerite. Även hans fiende Chauvelin är kär i henne - men kan Percy lita på henne, och är hon honom trogen eller är hon egentligen trogen sitt hemland?

## Rollista (urval)
- Richard E. Grant - Sir Percy Blakeney
- Ronan Vibert - Maximilien de Robespierre
- Gerard Murphy - Planchet
- Jonathan Coy - Prinsen av Wales
- Ron Donachie - Arturo Mazarini
- Milton Johns - Fisher
- John McEnery - Sir William Wetherby
- Elizabeth McGovern - Marguerite Blakeney
- Anthony Green - Sir Andrew Ffoulkes
- Martin Shaw - Chauvelin
- Beth Goddard - Lady Suzanne Ffoulkes
- Christopher Fairbank - Fumier

## Avsnitt

### Säsong 1
1. "The Scarlet Pimpernel" (24 januari 1999)
2. "Valentine Gautier", även kallat "The Scarlet Pimpernel Meets Madame Guillotine" (31 januari 1999)
3. "The King's Ransom", även kallat "The Scarlet Pimpernel and the Kidnapped King" (7 februari 1999)

### Säsong 2
1. "Ennui" (18 oktober 2000)
2. "Friends and Enemies" (25 oktober 2000)
3. "A Good Name" (1 november 2000)

Caroline Carver vann priset "Royal Television Society Best Actress Award" för rollen som Claudette i 'A Good Name'.